# Jakob Sieber
Jakob Sieber (* 28. Dezember 1845 in Ichertswil (heute Gemeinde Lüterkofen-Ichertswil); † 28. Juni 1915 in Burgdorf BE) war ein Solothurner Regierungsrat, der wegen Betrug und Urkundenfälschung 5½ Jahre im Zuchthaus sass.

## Leben
Sieber war Sohn eines Strohdeckers. Er absolvierte eine Lehre als Bankangestellter. Nach unterschiedlichen beruflichen Funktionen und einer politischen Karriere bei der FDP Kanton Solothurn wurde er 1874 in den Regierungsrat (die Kantonsregierung) gewählt. Gleichzeitig arbeitete er als Buchhalter bei der Uhrenfirma Roth & Cie., die Schuldnerin bei der damaligen kantonalen Hypothekarkasse war. Als die Firma in Schieflage geriet, schönte Sieber das Hauptbuch der Buchhaltung um 800'000 Franken, ein unter Einbezug der Geldentwertung in heutiger Währung enorm hoher Betrag. Ungefähr gleichzeitig geriet auch die Hypothekarkasse in Schieflage. Bei der Untersuchung dieser Sachverhalte, die ebenfalls drei Personen, darunter den «Hypo»-Direktor und ehemaligen Kantonsrat Leo Niggli, hinter Gitter brachten, flogen auch die Fälschungen Siebers auf. Das Ganze bildete den Höhepunkt des sog. Bankkrachs. Sieber wurde nach 13 Jahren als Regierungsrat 1888 zu 5½ Jahren Zuchthaus verurteilt. In diesem Urteil enthalten war auch das Delikt des Diebstahls von 98 Uhren im Wert von 11'000 Franken.

## Einzelnachweis
1. ↑  M. Angst, am angegebenen Ort, Seite 94